# Statua del cane Tago
La statua del cane Tago è una statua di Bologna.

## Storia e descrizione
Fu commissionata nel 1777 all'artista forlivese Luigi Acquisti dal marchese Tommaso de' Buoi per celebrare la fedeltà del proprio cane di razza weimaraner il quale, per la gioia di veder rincasare il padrone dopo una lunga assenza, si sporse dal davanzale della finestra fino a cadere e quindi morire.
La statua di terracotta fu collocata proprio sulla finestra di Casa de' Buoi, l'ex sede del Settore Sistema culturale, giovani e Università del Comune di Bologna, nel cortile interno del numero 24 di via Oberdan. Lì rimase per oltre 200 anni, esposta alla curiosità del bolognesi ma anche alle intemperie.
L'accurato restauro del 2008 ha permesso di ripristinare le tracce del colore originario (giallo per il pelo, rosso per il collare e il cuscino) e l'iscrizione sul cuscino con il nome del cane. È stata consolidata la struttura, mancante nella parte posteriore, e svuotata da detriti che potevano metterne a rischio la solidità.
Successivamente è stato esposto per un breve periodo nella Gipsoteca del Museo Civico Archeologico per poi trovare collocazione presso le Collezioni Comunali d'Arte di Palazzo d'Accursio.